# Der Flügel

Logo des Flügels

Der Flügel war der Name der völkisch-nationalistischen und rechtsextremen Gruppierung innerhalb der Partei Alternative für Deutschland (AfD). Er formierte sich ab 2015 vor allem um den Thüringer AfD-Vorsitzenden Björn Höcke, als weitere zentrale Akteure neben Höcke wurden 2020 Hans-Thomas Tillschneider und Andreas Kalbitz genannt. Der Flügel galt als einer der bedeutendsten Personenzusammenschlüsse in der Partei. Sicherheitsbehörden gingen im Jahr 2019 von einer Unterstützung von 40 Prozent der Parteimitglieder in Ostdeutschland aus.
Im März 2020 wurde Der Flügel vom Bundesamt für Verfassungsschutz (BfV) als „gesichert rechtsextremistische Bestrebung gegen die freiheitliche demokratische Grundordnung“ eingestuft. Nach der Aufforderung des AfD-Bundesvorstands, den Zusammenschluss bis Ende April 2020 aufzulösen, gingen Online-Auftritte der Gruppierung vom Netz. Im März 2022 erlaubte das Verwaltungsgericht Köln dem BfV aufgrund der formellen Auflösung des Flügels nur noch, den Flügel in der Gegenwart als Verdachtsfall einzustufen. Zugleich lehnte es aber einen Antrag ab, festzustellen, dass die Einstufung als gesichert rechtsextremistisch in der Vergangenheit rechtswidrig gewesen sei. Die AfD gegen ging diese Entscheidung vor, scheiterte aber letztinstanzlich im Mai 2025 vor dem Bundesverwaltungsgericht.

## Geschichte und Profil
Im März 2015 initiierten Björn Höcke und André Poggenburg gegen den Kurs des Parteivorstands die Erfurter Resolution, in der sie eine „konservativere“ Ausrichtung der Partei forderten. Der informelle völkisch-nationalistische und rechtsextreme Parteiflügel innerhalb der Partei Alternative für Deutschland (AfD) nannte sich in der Folge Der Flügel und wurde über die Jahre zu einem der bedeutendsten Personenzusammenschlüsse in der Partei. Zentrale Akteure waren Björn Höcke, Andreas Kalbitz und Hans-Thomas Tillschneider.
Die Erfurter Resolution bezeichneten sie in ihrem Netzauftritt als „Gründungsurkunde“ ihrer Parteiströmung. Darin schrieben sie, viele Unterstützer verstünden die Partei als „Bewegung unseres Volkes“ gegen „Gesellschaftsexperimente“ sowie als „Widerstandsbewegung“ gegen eine vermeintliche „Aushöhlung der Souveränität und der Identität Deutschlands“. Sie kritisierten unter anderem mit Blick auf Pegida, die Partei habe „sich von bürgerlichen Protestbewegungen ferngehalten“ und sich „in vorauseilendem Gehorsam“ von ihnen distanziert.
Laut der Journalistin Melanie Amann formulierte der Vordenker der Neuen Rechten, der Verleger und Polit-Aktivist Götz Kubitschek, den ersten Entwurf der Resolution. Bis zum 25. März 2015 hatten nach Angaben der Initiatoren über 1600 Parteimitglieder die Erfurter Resolution unterzeichnet, unter ihnen Alexander Gauland, Vorstandsmitglied und seit 2019 Ehrenvorsitzender der AfD.
Die Resolution war ein erster Schritt, die „Agenda der Neuen Rechten“ in die AfD zu tragen, und war maßgeblich für die Niederlage des AfD-Gründers und damaligen Bundessprechers Bernd Lucke gegen Frauke Petry bei der Wahl des Parteivorsitzes. Die Parteiströmung verhinderte, dass Lucke die Rechtsaußen-Kräfte bedeutungslos machen konnte.
Als Reaktion veröffentlichte Hans-Olaf Henkel gemeinsam mit drei weiteren AfD-Abgeordneten eine Gegenerklärung unter dem Titel Deutschland-Resolution und warf den  Flügel-Anhängern vor, die Partei spalten zu wollen.
Ende November 2019 wurden zahlreiche Flügel-kritische AfD-Funktionäre aus ihren Ämtern gewählt; die Anhänger des Flügels Stephan Brandner, Andreas Kalbitz und Stephan Protschka gelangten in den AfD-Bundesvorstand.
Führungsleute dieses Parteiflügels knüpfen laut dem Extremismusforscher Steffen Kailitz bewusst an rechtsextremistischen und nationalsozialistischen Sprachgebrauch an. Er gilt als Sammelbecken radikaler Kräfte innerhalb der Partei und als Hausmacht des Thüringer AfD-Vorsitzenden Björn Höcke.
Nach parteiinternen Angaben wurde die innerparteiliche Unterstützung für den rechtsextremen Parteiflügel Anfang des Jahres 2019 auf bis zu vierzig Prozent geschätzt. Eine Einschätzung von Sicherheitsbehörden ging im selben Jahr für Ostdeutschland von einer Unterstützung von 40 Prozent aus, im Westen sei die Zahl niedriger. Laut dem AfD-Bundestagsabgeordneten Jens Maier bekannten sich im Jahr 2019 geschätzt 70 Prozent der AfD Sachsen zum Flügel. Der Verfassungsschutz ging 2020 unter Berufung auf AfD-Angaben von rund 7.000 Anhängern aus.
Im März 2020 stufte das Bundesamt für Verfassungsschutz den rechten Parteiflügel als „gesichert rechtsextremistische Bestrebung gegen die freiheitliche demokratische Grundordnung“ ein und beobachtet ihn mit nachrichtendienstlichen Mitteln. Eine tatsächliche Auflösung vermeldete der Verfassungsschutz noch nicht.

## Forderung nach Auflösung und Folgen

### AfD-Vorstandsbeschluss
Eine Woche nach der Einstufung des Parteiflügels als rechtsextrem beriet der AfD-Bundesvorstand am 20. März 2020 über Konsequenzen. Zuvor war aus westdeutschen Landesverbänden bereits die Forderung nach einer „vollständigen Auflösung“ und nach einem Unvereinbarkeitsbeschluss gekommen; es wurde befürchtet, nun Wähler und insbesondere Beamte zu verlieren, da diese wegen ihres Eides auf die Verfassung Probleme mit ihren Dienststellen bekämen.
Der damalige Parteichef Jörg Meuthen beantragte, den Flügel bis Ende März aufzulösen, fand aber im Vorstand dafür keine Mehrheit. Alexander Gauland, Alice Weidel und Tino Chrupalla stimmten dagegen. Man wolle Flügel-Leute nicht vor den Kopf stoßen. Deren Antrag lautete, der Flügel solle erklären, dass er „bereit ist, die vorhandenen Strukturen zurückzubauen mit einem konkreten Zeit- und Maßnahmenplan“. Schließlich einigte sich der Vorstand auf einen Kompromiss: „Der Bundesvorstand erwartet als Ergebnis des morgigen ‚Flügel‘-Treffens eine Erklärung darüber, dass sich der informelle Zusammenschluss 'Flügel' bis zum 30.04.2020 auflöst.“ Elf der dreizehn Vorstände stimmten zu, Kalbitz dagegen und Brandner enthielt sich. Es wurden aber keine personellen Konsequenzen bezüglich Kalbitz und Höcke gezogen, wie es zuvor aus den eigenen Reihen gefordert worden war.
Noch am selben Tag wurden in einer Analyse von n-tv Zweifel geäußert, ob es überhaupt möglich ist, einen informellen Kreis aufzulösen: „So eindeutig wie sowohl die Erklärung des Verfassungsschutzes als auch Meuthens Forderung waren, so unklar sind deren Adressaten. Denn auch wenn der Flügel – mit eigenem Logo, eigener Internetpräsenz, eigenen Veranstaltungen –  aussieht, wie eine trennscharf greifbare Parteiströmung, so ist er das in Wirklichkeit nicht.“ Befürworter dieses Appells wüssten das, und dem Vorstand müsse es absurd erscheinen: „Wen oder was fordern Sie da auf, sich aufzulösen? Soll Björn Höcke die Telefonnummer von Andreas Kalbitz aus seinem Handy löschen? Sollen die Flügel-Aktivisten ihre Fahnen im Keller einlagern, die Internetseite abstellen und dann ist das Problem beseitigt?“
Der Spiegel meldete am 21. März zunächst, Höcke habe die Auflösung verkündet. Er bezog sich dabei auf ein Gespräch Höckes mit dem Verleger Götz Kubitschek, das auf dem Blog der neurechten Zeitschrift Sezession veröffentlicht wurde. Auf die Meldung folgten widersprüchliche Äußerungen von verschiedenen Flügel-Vertretern. So wies Höcke diese Interpretation zurück und auch Kalbitz wollte die Auflösung nicht bestätigen. Drei Tage später kündigte Kalbitz an, man werde „den Bundesvorstandsbeschluss umsetzen“, er könne aber „keine Mitgliederverzeichnisse schreddern, die es nicht gibt“.
In einem Schreiben an die „Freunde des Flügels“, das im Netz veröffentlicht wurde, heißt es: „Grundsätzlich kann nicht aufgelöst werden, was formal nicht existiert“. „Um die Einheit der Partei zu wahren“, hätten Höcke und Kalbitz „jedoch entschieden, dem Wunsch des Bundesvorstands nachzukommen“. Sie forderten „alle, die sich der Interessensgemeinschaft angehörig fühlen, auf, bis zum 30. April ihre Aktivitäten im Rahmen des ‚Flügels‘ einzustellen“. Der „kräftige Zusammenhalt“ bestehe fort und die Arbeit gehe weiter.
Ab 1. Mai 2020 waren der Netzauftritt und die Präsenzen der Strömung in den sozialen Medien nicht mehr erreichbar.
Der im Mai 2020 vom Bundesvorstand der AfD erklärte Entzug der Parteimitgliedschaft von Andreas Kalbitz wegen nicht deklarierter Vormitgliedschaften in der Neonaziorganisation Heimattreue Deutsche Jugend und bei den Republikanern hielt einer gerichtlichen Prüfung nicht stand. Ende Juli 2020 bestätigte das Bundesschiedsgericht der AfD Kalbitz’ Ausschluss.
Nach der Aufforderung des AfD-Bundesvorstands zur Auflösung des Zusammenschlusses lagen weder dem Verfassungsschutz Sachsen noch dem Verfassungsschutz Thüringen gesicherte Erkenntnisse über eine tatsächliche Auflösung des Flügels vor. Man halte an einer Beobachtung fest.

### Fortsetzung politischer Aktivitäten
Auch nach der erklärten Auflösung kam es laut Bundesverfassungsschutz zu Kundgebungen, die den Charakter von Flügel-Veranstaltung hatten, da dort Funktionäre und Anhänger dieses Zusammenschlusses als Redner und Gäste in erschienen. Auf einer AfD-Demonstration im Juli 2020 in Altenburg beispielsweise bestand die Rednerliste ausschließlich aus ehemaligen „Flügel“-Leuten.
Nach Einschätzung des Niedersächsischen Verfassungsschutzes existieren die Strukturen des Flügels in Niedersachsen weiter und haben „innerhalb der Partei AfD Eingang in den parlamentarischen Raum gefunden.“ Seit März 2020 ist die Gruppierung Beobachtungsobjekt des Niedersächsischen Verfassungsschutzes.
Konkrete Initiativen zum Aufbau von Strukturen des Flügels sind durch gemeinsame Recherchen des WDR und des NDR belegt. Etwa 40 niedersächsische AfD-Politiker trafen sich im Februar 2021 in Verden an der Aller. Mehrere Mitglieder des niedersächsischen AfD-Landesvorstandes, etwa Stephan Bothe, und mehrere Bundestagsabgeordnete, unter anderem der frühere AfD-Landesvorsitzende Armin Paul Hampel, waren anwesend. Dort ging es unter anderem um eine Wiederbelebung des Flügels in der AfD in Niedersachsen unter dem Arbeitsnamen „Patrioten“. Dazu wurden ein Dutzend „Regionalkoordinatoren“ ernannt, die unabhängig von den AfD-Kreisverbänden die Strukturen wieder aufbauen sollen. Sie wurden aufgefordert „konspirativ“ zu agieren. Hampel wurde zum Regionalkoordinator für Uelzen ernannt.
Der Verein Konservativ! e. V. wurde nach Angaben der AfD Thüringen von „Freunden des Flügels“ gegründet, um Veranstaltungen der parteiinternen Gruppe zu organisieren. Der Verein wird demnach vom Thüringer MdB Jürgen Pohl geleitet. Im Vorstand des Vereins ist auch der frühere Vize-Bundesschatzmeister und Bundestagsabgeordnete Frank Pasemann, der im August 2020 aus der AfD ausgeschlossen wurde. Der Verein soll Veranstaltungen des Flügels wie das Kyffhäuser-Treffen mitfinanziert haben. Björn Höcke schrieb in seiner Weihnachtsmail 2018, wer den „Flügel unterstützen wolle, solle an den Verein Konservativ! spenden.“ Bundessprecher Alexander Gauland kritisierte laut Bild am Sonntag diesen Aufruf aus Sorge, dass solche Zuwendungen als illegale Parteispenden gewertet werden könnten.

## Einordnung in Politik, Wissenschaft und Gesellschaft

### Politik
Der Thüringer Innenminister Georg Maier machte klar, dass der rechtsextreme Parteiflügel „natürlich“ Beobachtungsobjekt bleibe, „denn es kommt überhaupt nicht auf eine feste, formale Organisationsform an.“
CSU-Generalsekretär Markus Blume kommentierte: „Die Auflösung des Flügels ist ein Nichtereignis. Mit dem rechtsextremen Gedankengut geht‘s jetzt einfach mitten in der AfD weiter.“
Die Chefin der AfD Bayern, Corinna Miazga, sagte, die Auflösung des Flügels habe „eher einen symbolischen Charakter“.

### Politikwissenschaft
Hajo Funke schrieb in seiner im September 2016 erschienenen Studie, radikale Kräfte in der AfD hätten seit dem Sommer 2015 die Zügel in der Hand. Nichts gehe ohne den radikalen „Flügel“. Er sei mächtiger denn je und stets dazu bereit, offizielle Repräsentanten der AfD vor sich herzutreiben. Steffen Kailitz sieht durch das abgelehnte NPD-Verbotsverfahren mehr Spielraum dafür, da die Gruppierung nun wisse, dass sie selbst bei einer Radikalisierung nicht verboten würde. Laut Alexander Häusler gibt es eine unfreiwillige Arbeitsteilung in der AfD, wobei Höcke und Der Flügel das offen rechtsradikale Milieu insbesondere in Ostdeutschland bedienen. Der AfD als Gesamtpartei ermöglicht dies nach Marcel Lewandowsky eine „Anschlussfähigkeit im rechtsextremen Lager“. Nach Ansicht von Armin Pfahl-Traughber stellt sich die Extremismusfrage für den Flügel oder die Patriotische Plattform kaum noch, könnten dort doch eindeutige Positionen und Tendenzen ausgemacht werden. Matthias Quent schätzt den Flügel als neofaschistisch ein. Karin Priester bezeichnet den Flügel als „Motor“ von islamfeindlichen sowie antiwestlichen und prorussischen Tendenzen innerhalb der AfD.
Der Politikwissenschaftler Hendrik Hansen, Professor an der Hochschule des Bundes für öffentliche Verwaltung, beurteilte die Auflösung als „ein recht durchsichtiges Manöver, das der Irreführung der Öffentlichkeit dient“. Der Flügel werde bestehen bleiben. Nach seiner Einschätzung ist er keine feste Organisation, sondern ein loses Netzwerk von Personen. Einzelne AfD-Landesverbände, insbesondere in Ostdeutschland, könnten „fast geschlossen dem ‚Flügel‘ zugerechnet werden“.
Der Extremismusforscher Matthias Quent vom Institut für Demokratie und Zivilgesellschaft stellte klar, dass die angekündigte „Auflösung“ des Flügels nichts an der extremistischen Haltung der Anhänger ändert. „Rechtsextreme passen sich taktisch an und haben zu Organisations- und Parteistrukturen ein instrumentelles Verhältnis, so lange sie ihnen nutzen“. Zwar werde jetzt die Auflösung des Flügels verkündet, dies jedoch ohne inhaltliche Einsicht oder Distanzierung. Kritiker könnten so beschwichtigt und die programmatische Rechtsradikalisierung trotzdem weiter betrieben werden.
Auch der Soziologe und AfD-Experte Andreas Kemper geht davon aus, dass sich die Flügel-Leute „sehr ähnlich organisieren wie bisher“ und es weiterhin Treffen geben wird. „Wer jetzt annimmt, dass da irgendetwas aufgelöst wird, sitzt einem Fake auf.“ Nicht nur die beiden Frontleute des faschistischen Flügels, Kalbitz und Höcke, die hohe Ämter in der Partei bekleiden, träten ganz klar antidemokratisch auf, sondern auch viele der AfD-Mitglieder, die nicht offen zu diesem Flügel gehörten. „Diese Leute machen also ihre „Flügel“-Politik weiter, ohne den Begriff noch zu verwenden. So wie sie weiter eine faschistische Politik betreiben, ohne das Wort „Faschismus“ in den Mund zu nehmen.“
Der Jurist Jan-Hendrik Dietrich, Direktor am Center for Intelligence and Security Studies der Bundeswehr-Uni in München, stellte klar: „Wer innerhalb der AfD zu den 7000 Flügel-Anhängern gerechnet werden kann und wer nicht, dürfte im Einzelfall nicht leicht zu klären sein“. Ob eine „gemeinsame ideologische Verankerung festzustellen“ sei, könne sich für den Verfassungsschutz über die verschiedenen Treffpunkte im Internet ergeben.

### Journalismus
In einem Beitrag in der Wochenzeitung Die Zeit beschrieb Mely Kiyak den Flügel Anfang 2017 als ein „Sammelbecken für alles, was rechts von rechts steht; Pegida, Identitäre, Burschenschaften, Patriotische Plattform und viele mehr“. Patrick Gensing schrieb im Februar 2017 in einer Analyse, Der Flügel spreche sich offen für eine Kooperation mit der Identitären Bewegung aus, sehe die AfD als parlamentarischen Arm einer nationalistischen Bewegung und sammle rechte Ideologen, die eine nationalistische Fundamentalopposition gegen die „Altparteien“ propagierten und von einer nationalen Revolution träumten. Die AfD sei dabei lediglich Mittel zum Zweck. Johann Osel (SZ) zufolge geht es dem Flügel „nicht um ein rechtskonservatives Gegengewicht innerhalb des Systems, weil die Union einstige Positionen aufgegeben“ habe, und auch nicht um Koalitionen. Man spiele „nur auf Sieg, auf die Mehrheit – um alles radikal umzukrempeln“, da man „ein anderes Land“ wolle. Laut Henry Stern (Augsburger Allgemeine) ist es das Ziel des Flügels, „den bestehenden liberalen Verfassungsstaat aus[zu]hebeln und durch einen national durchfärbten Populismus [zu] ersetzen, der selbst für Rechtsextremisten à la NPD offen ist“.
Meuthens Bestrebungen zur Auflösung des Flügels hätten, so die Journalistinnen Katja Bauer und Maria Fiedler, mehrere Funktionen erfüllt: Gegenüber dem Verfassungsschutz hätte die Partei ein Aktivieren ihrer „Selbstreinigungskräfte“ demonstriert, die AfD sei um eine Spaltung herumgekommen, denn sowohl die Flügel-Protagonisten als auch ihre Netzwerke und ihr Einfluss blieben der Partei erhalten, und die Partei versuche, die zuvor außerhalb geführte Debatte um den Flügel selbst zu bestimmen. Aus dem Flügel solle so eine „Bad Bank“ werden, „in die man für die öffentliche Wahrnehmung alles an radikalem Gedankengut verschiebt, was in Wahrheit viel breiter in der Partei verankert ist“.
In einer Analyse für n-tv heißt es: „So eindeutig wie sowohl die Erklärung des Verfassungsschutzes als auch Meuthens Forderung waren, so unklar sind deren Adressaten. Denn […] [d]er Flügel ist eher ein loses Netzwerk von Ultrakonservativen, Rechtsradikalen, Geschichtsrevisionisten. Ein Verzeichnis, wer dabei ist und wer nicht, gibt es nicht. Die Organisation ist informell, kein eingetragener Verein oder ähnliches.“

### Bewertung durch den Verfassungsschutz und Gerichte
Das Bundesamt für Verfassungsschutz (BfV) hat am 15. Januar 2019 die Gesamtpartei AfD zu einem „Prüffall“ und die Sammlungsbewegung Der Flügel sowie die Jugendorganisation der AfD (Junge Alternative) zu „Verdachtsfällen“ erklärt. Ab April 2023 wurde die Junge Alternative dann als „gesichert rechtsextremistisch“ eingestuft. Ein Antrag der JA und der AfD im Eilverfahren gegen diese Einstufung scheiterte im Februar 2024 vor dem Verwaltungsgericht Köln.

„Es liegen auch hier hinreichend gewichtige Anhaltspunkte dafür vor, dass es sich um eine extremistische Bestrebung handelt. Das propagierte Politikkonzept ist auf Ausgrenzung, Verächtlichmachung und weitgehende Rechtlosstellung von Ausländern, Migranten, insbesondere Muslimen, und politisch Andersdenkenden gerichtet. Es verletzt die Menschenwürdegarantie sowie das Demokratie- und das Rechtsstaatsprinzip. Die Relativierung des historischen Nationalsozialismus zieht sich zudem wie ein roter Faden durch die Aussagen der „Flügel“-Vertreter. Einzelne Mitglieder des „Flügels“ weisen nach Informationen des BfV zudem Bezüge zu bereits extremistisch eingestuften Organisationen auf.“

Im Oktober 2019 äußerte Verfassungsschutzpräsident Thomas Haldenwang gegenüber dem Spiegel, Der Flügel werde „immer extremistischer“.
Die Verdachtsfallbearbeitung ermöglicht eine personenbezogene Auswertung und die Speicherung von personenbezogenen Daten durch den Verfassungsschutz. Dieser kann auch nachrichtendienstliche Mittel einsetzen.
Das Bayerische Landesamt für Verfassungsschutz hat den Flügel und die JA am 22. Januar 2019 zu Beobachtungsobjekten erklärt, was in Bayern der Einordnung als „Verdachtsfall“ entspricht. Die Kategorie „Verdachtsfall“ gibt es in Bayern nicht.
Laut dem Verfassungsschutzbericht Baden-Württemberg 2019 „verfolgt ‚Der Flügel‘ ein Politikkonzept, das primär auf die Ausgrenzung, Verächtlichmachung und weitgehende Rechtlosstellung von Ausländern, Migranten – insbesondere muslimischen Glaubens – und politisch Andersdenkenden gerichtet ist“. Dadurch verletze es „alle Elemente der freiheitlichen demokratischen Grundordnung“.
Gegen die Beobachtung ihrer Jugendorganisation und des Flügels durch das BfV hat die AfD im Januar 2020 eine Klage bei dem Verwaltungsgericht Köln eingereicht.
Das Bundesamt für Verfassungsschutz sah im März 2020 seinen Anfangsverdacht vom Januar 2019 bestätigt, nach dem es sich bei dem Flügel um eine „gesichert rechtsextremistische Bestrebung gegen die freiheitliche demokratische Grundordnung“ handelt. Der Präsident des Dienstes Thomas Haldenwang berichtete auf einer Pressekonferenz am 12. März 2020, man habe in den zurückliegenden Monaten eine neue Dynamik im Rechtsextremismus und eine Vermischung unterschiedlicher Milieus festgestellt. Da die Führungsfigur des Flügels Björn Höcke in Thüringen wirkt, stufte der Landesverfassungsschutz Thüringen den AfD-Landesverband Thüringen vom Prüf- zum Verdachtsfall hoch. Damit reagierte das Landesamt auf die neue Bewertung des Flügels durch den Bundesverfassungsschutz. In einem 258-seitigen Gutachten kommt der Verfassungsschutz zu dem Schluss, dass sich die bisherigen Anhaltspunkte für Verfassungsfeindlichkeit zur Gewissheit verdichtet haben. Der Chef des Landesamts Stephan J. Kramer sagte, das Bild des Flügels zeichne sich „durch eine Verschärfung, Radikalisierung und Verfestigung seiner rechtsextremistischen Positionen und Verbindungen in die rechtsextremistische Szene in den vergangenen Monaten aus“.
Der Verfassungsschutz Brandenburg sprach von einer „Scheinauflösung“. Man gehe davon aus, dass sich die Anhänger weiterhin treffen und vernetzen. Insbesondere in Brandenburg sei „die AfD durch und durch verflügelt“. Behördenchef Jörg Müller verglich den Flügel mit Aspirin: „Erst lag die Tablette neben dem Glas, jetzt löst sie sich im Glas auf. Und der Wirkstoff wirkt natürlich weiter“.
Stephan Kramer, Chef des Thüringer Verfassungsschutzes, bezeichnete die Ankündigung der Auflösung als „szenetypisches Verhalten“ und nannte sie „nicht viel mehr als einen taktischen Schachzug“. „Das ist eine Nebelkerze“. Der Flügel werde pro forma aufgelöst, setze seine Arbeit jedoch fort. In ihrem Brief an die „Freunde des Flügels“ hatten Höcke und Kalbitz diese zwar aufgefordert, Aktivitäten einzustellen, ihre Arbeit aber sollten sie weiterführen. Dazu schrieben Höcke und Kalbitz: „Jede Organisationsform kann nur Mittel zum Zweck sein. Der politische Einsatz geht weiter und fordert unsere ganze Kraft.“
Im Oktober 2020 sagte Verfassungsschutzpräsident Thomas Haldenwang, dass es innerhalb der aufgelösten Gruppierung weiterhin einen engen Zusammenhalt und einen Austausch gebe. Der Einfluss des Flügels, z. B. bei parteiinternen Wahlen, werde größer, auch wenn laut Haldenwang „in der AfD versucht wird, klar erkennbare Rechtsextremisten wie den früheren ‚Flügel‘-Wortführer Andreas Kalbitz aus der Partei zu entfernen“. Für die zunehmende Bedeutung des Flügels in der Gesamtpartei spielt Haldenwang zufolge der Thüringer Landes- und Fraktionsvorsitzende Björn Höcke eine zentrale Rolle.
Am 8. März 2022 entschied das Verwaltungsgericht Köln über die Einstufung des Flügels. Das Bundesamt für Verfassungsschutz (BfV) dürfe den Flügel als Verdachtsfall einstufen. Eine Einstufung durch das BfV als „gesichert extremistischen Bestrebung“ sei jedoch nach der formalen Auflösung des Flügels zum 30. April 2020 nicht mehr zulässig. Hierzu schrieb das Gericht: „Denn bei der Einstufung als gesicherte Bestrebung muss auch eine Verdichtung zur Gewissheit bestehen bzw. muss ‚gesichert‘ sein, dass der einzustufende Personenzusammenschluss (noch) existiert.“ Zugleich wies das Verwaltungsgericht jedoch Antrag der AfD auf Feststellung, dass die Einstufung des Flügels als gesichert extremistische Bestrebung am 12. März 2020 rechtswidrig war, ab. Diese Einstufung sei zu jenem Zeitpunkt rechtmäßig gewesen. Die Berufung der AfD dagegen wies das Oberverwaltungsgericht für das Land Nordrhein-Westfalen im Mai 2024 zurück. Auch die folgende Nichtzulassungsbeschwerde der AfD in Bezug auf eine Revision wies das Bundesverwaltungsgericht ab.
Ebenfalls am 8. März 2022 verbot das Verwaltungsgericht Köln dem BfV öffentlich bekanntzugeben, „die Mitgliederzahl des sog. ‚Flügels‘ habe bis zur sog. ‚Auflösung‘ zum 30. April 2020 ‚etwa 7.000 Mitglieder‘ betragen bzw. betrage weiterhin ‚etwa 7.000 Mitglieder‘“.